# Inbar Lanir
Inbar Lanir (en hebreo: ענבר לניר‎; Tel Aviv, 3 de abril de 2000) es una deportista israelí que compite en judo.
Participó en dos Juegos Olímpicos de Verano, obteniendo dos medallas, bronce en Tokio 2020, en la prueba de equipo mixto, y plata en París 2024, en la categoría de –78 kg.
Ganó una medalla de oro en el Campeonato Mundial de Judo de 2023 y dos medallas de bronce en el Campeonato Europeo de Judo, en los años 2023 y 2024.

## Palmarés internacional
| Juegos Olímpicos   | Juegos Olímpicos      | Juegos Olímpicos  | Juegos Olímpicos |
| Año                | Lugar                 | Medalla           | Categoría        |
| ------------------ | --------------------- | ----------------- | ---------------- |
| 2020               | Tokio (Japón)         | Medalla de bronce | Equipo mixto     |
| 2024               | París (Francia)       | Medalla de plata  | –78 kg           |
| Campeonato Mundial |                       |                   |                  |
| Año                | Lugar                 | Medalla           | Categoría        |
| 2023               | Doha (Catar)          | Medalla de oro    | –78 kg           |
| Campeonato Europeo |                       |                   |                  |
| Año                | Lugar                 | Medalla           | Categoría        |
| 2023               | Montpellier (Francia) | Medalla de bronce | –78 kg           |
| 2024               | Zagreb (Croacia)      | Medalla de bronce | –78 kg           |